# Dodolook
dodolook（英：fei yun、1984年1月3日 - ）は、中華人民共和国出身、中華圏のインターネット上で活躍するネットアイドルである。

## 略歴
中国広西チワン族自治区の桂林に生まれる。
2002年から桂林電子工業学院で語学を学び、2004年にカナダのモントリオール市に移り住み、ビジュアル設計を専攻。
2003年頃から、GIF動画の作成にのめり込み、気に入ったものをネット上に上げるようになった。その頃から彼女のGIF動画を注目していたネットユーザーは多い。
2005年12月、彼女は偶然台湾のImVlogという動画投稿サイトを見つける。この時この動画サイトは5000ドルの動画懸賞コンテストを開催していた。彼女は参加することを決め、自分で制作し、自分が出演した短編動画を投稿していくことになる。
かわいらしさやなんとも言えないパフォーマンスが人気を博し有名になり、YouTubeにおける動画配信をはじめ、台湾のテレビ番組など、映像メディアにおけるパフォーマンスもたびたび披露している。

## 著作
- I'm dodolook（繁体字）